# 아를리사
아를리사(Arlissa, 1992년 9월 21일 ~ )는 잉글랜드의 싱어송라이터이다.